# Schizaster floridiensis
Schizaster floridiensis is een zee-egel uit de familie Schizasteridae.
De wetenschappelijke naam van de soort werd in 1965 gepubliceerd door Porter M. Kier & Ulysses S. Grant.